# Trzęsienie ziemi w Hawke’s Bay (1931)
Trzęsienie ziemi w Hawke’s Bay – trzęsienie ziemi, które nawiedziło Nową Zelandię we wtorek, 3 lutego 1931 roku, o godzinie 10.47 (czasu lokalnego). Spowodowało zniszczenia w rejonie Hawke’s Bay i śmierć 256 osób. Epicentrum znajdowało się 15 km na północ od miasta Napier, trzęsienie trwało 2,5 minuty przy sile 7,8 stopni w skali Richtera. W ciągu kolejnych dwóch tygodni odnotowano w sumie 525 wstrząsów wtórnych. Główne trzęsienie ziemi było odczuwalne w większej części Wyspy Północnej.
W wyniku trzęsienia ziemi ogromna liczba budynków uległa zniszczeniu w regionie miast Napier oraz Hastings. W Napier zginęło 161 osób, w Hastings 93 osoby oraz dwie w Wairoa. Tysiące osób zostało rannych, z czego ponad 400 trafiło do szpitali.
Następstwem trzęsienia były również zmiany w krajobrazie – na terenach nadmorskich w Napier ziemia podniosła się o około dwa metry. Około 40 km² dna morskiego stało się lądem; obecnie na tym terenie istnieje lotnisko oraz osiedla mieszkaniowe i ośrodki przemysłowe.
W celu odbudowy zniszczonych terenów, został otwarty fundusz pomocy, dzięki któremu udało się uzbierać kwotę 800 tys. dolarów. Dodatkowo rząd przekazał 20000 dolarów na odbudowę miasta Tin Town oraz 3 mln dolarów zostało wydane w formie pożyczek przez rząd.